# He (Maanshan)
He (en chino, 和; pinyin, Hé) es un condado bajo la administración directa de la Prefectura Maanshan en la Provincia de Anhui, República Popular China.  Su área es de  1318 km² y su población total para 2010 superó los 460 mil habitantes. 

## Administración
Desde julio de 2023, el  Condado He se divide en 9 pueblos administrados en poblados.